# Joseph Coutts
Joseph Coutts (* 21. července 1945 Amritsar, Indie) je pákistánský římskokatolický kněz, od roku 2012 metropolitní arcibiskup v Karáčí.
Dne 20. května 2018 papež František oznámil, že jej na konzistoři 29. června 2018 jmenuje kardinálem.